# Могорела
Могорела (итал. Mogorella) је насеље у Италији у округу Ористано, региону Сардинија.
Према процени из 2011. у насељу је живело 458 становника. Насеље се налази на надморској висини од 286 м.

## Становништво
Према резултатима пописа становништва 2011. у општини је живело 463 становника.
| 1936. | 1951. | 1961. | 1971. | 1981. | 1991. | 2001. | 2011. |
| ----- | ----- | ----- | ----- | ----- | ----- | ----- | ----- |
| 618   | 665   | 702   | 626   | 572   | 551   | 513   | 463   |